# Линдгаген, Еорг
Да́ниель Е́орг Линдгаген (Линдхаген) (Daniel Georg Lindhagen; 1819—1906) — шведский астроном, непременный секретарь (1866 – 1901) Шведской королевской академии наук в Стокгольме.

## Биография
Учился в Уппсальском университете, при котором по окончании курса был оставлен доцентом астрономии. В 1849 году был приглашён в Пулковскую обсерваторию, где состоял до 1856 года и участвовал в большом русском градусном измерении дуги меридиана. По возвращении в отечество был избран членом академии и её непременным секретарём. Из многочисленных сочинений Линдгагена, напечатанных в изданиях санкт-петербургской и стокгольмской академий наук, пользуются особенной известностью: «Om terrestra refractions theorie» (1856) и «Berättelse öfver en under sommaren 1860 utförd resa till norra Spanien, for att derstätes observera den totala Solförmörkelsen» (1860). Перу Линдгагена принадлежит также популярная астрономия на шведском языке: «Astronomiens grunder» (Стокгольм, 1858—1861).
Жена — дочь В. Я. Струве, Ольга (1830—1894). Их сын, Арвид (1856—1926), также стал астрономом: работал в Стокгольмской обсерватории, затем преподавал математику (его математические исследования были связаны с теорией трансцендентных функций).